# Maizeroy
Maizeroy és un municipi francès, situat al departament del Mosel·la i a la regió del Gran Est. L'any 2007 tenia 313 habitants.

## Demografia

### Població
El 2007 la població de fet de Maizeroy era de 313 persones. Hi havia 104 famílies, de les quals 27 eren unipersonals (19 homes vivint sols i 8 dones vivint soles), 27 parelles sense fills, 46 parelles amb fills i 4 famílies monoparentals amb fills.
La població ha evolucionat segons el següent gràfic:
Habitants censats

### Habitatges
El 2007 hi havia 110 habitatges, 101 eren l'habitatge principal de la família, 2 eren segones residències i 7 estaven desocupats. 95 eren cases i 15 eren apartaments. Dels 101 habitatges principals, 80 estaven ocupats pels seus propietaris i 21 estaven llogats i ocupats pels llogaters; 1 tenia una cambra, 6 en tenien dues, 9 en tenien tres, 12 en tenien quatre i 74 en tenien cinc o més. 84 habitatges disposaven pel capbaix d'una plaça de pàrquing. A 29 habitatges hi havia un automòbil i a 65 n'hi havia dos o més.

### Piràmide de població
La piràmide de població per edats i sexe el 2009 era:
| Homes | Edats   | Dones |
| ----- | ------- | ----- |
| 0     | 95 o +  | 0     |
| 0     | 90 a 94 | 4     |
| 0     | 85 a 89 | 0     |
| 4     | 80 a 84 | 8     |
| 0     | 75 a 79 | 0     |
| 0     | 70 a 74 | 12    |
| 4     | 65 a 69 | 0     |
| 4     | 60 a 64 | 8     |
| 4     | 55 a 59 | 0     |
| 12    | 50 a 54 | 4     |
| 8     | 45 a 49 | 4     |
| 20    | 40 a 44 | 12    |
| 8     | 35 a 39 | 16    |
| 20    | 30 a 34 | 24    |
| 0     | 25 a 29 | 12    |
| 0     | 20 a 24 | 0     |
| 16    | 15 a 19 | 12    |
| 12    | 10 a 14 | 4     |
| 20    | 5 a 9   | 12    |
| 20    | 0 a 4   | 4     |

## Economia
El 2007 la població en edat de treballar era de 232 persones, 180 eren actives i 52 eren inactives. De les 180 persones actives 157 estaven ocupades (90 homes i 67 dones) i 25 estaven aturades (20 homes i 5 dones). De les 52 persones inactives 17 estaven jubilades, 18 estaven estudiant i 17 estaven classificades com a «altres inactius».

### Ingressos
El 2009 a Maizeroy hi havia 104 unitats fiscals que integraven 277 persones, la mediana anual d'ingressos fiscals per persona era de 22.222 €.

### Activitats econòmiques
Dels 13 establiments que hi havia el 2007, 3 eren d'empreses de fabricació d'altres productes industrials, 2 d'empreses de construcció, 1 d'una empresa de comerç i reparació d'automòbils, 2 d'empreses financeres, 4 d'empreses de serveis i 1 d'una empresa classificada com a «altres activitats de serveis».
Dels 3 establiments de servei als particulars que hi havia el 2009, 1 era un taller de reparació d'automòbils i de material agrícola, 1 paleta i 1 electricista.
L'any 2000 a Maizeroy hi havia 4 explotacions agrícoles.

## Poblacions més properes
El següent diagrama mostra les poblacions més properes.